# سوروس اسنیپ
سِوِروس اسنیپ (به انگلیسی: Severus Snape) یک شخصیت داستانی در سری داستان‌های هری پاتر نوشته جی. کی. رولینگ است.
پروفسور سوروس اسنیپ (۱۹۹۸–۱۹۶۰) ابتدا استاد درس معجون‌سازی (۱۹۹۶–۱۹۸۱) بوده‌است و سپس سمت تدریس درس دفاع در برابر جادوی سیاه (۱۹۹۷–۱۹۹۶) را در مدرسه هاگوارتز عهده‌دار شد و در نهایت به مقام مدیریت هاگوارتز (۱۹۹۸–۱۹۹۷) رسید. وی عهده‌دار یک نقش بسیار مهم، پر خطر و پنهانی در جنگ علیه لرد ولدمورت بود. اسنیپ به‌طور نیمه‌اصیل از مادری جادوگر به نام آیلین پرنس و پدری مشنگ و غیر جادوگر به نام توبیاس اسنیپ زاده شد. علی‌رغم وجود قدرت و ماهیت جادوگری در خانواده اسنیپ، آن‌ها در منطقه‌ای مشنگ‌نشین و غیر جادوگر به نام بن‌بست اسپینر زندگی می‌کرده‌اند، جایی که در مجاورت و همسایگی خانه خانواده اونز بود. سوروس اسنیپ به لطف این همسایگی در سن ۹ سالگی با دو فرزند خانواده اونز، یعنی لی‌لی (مادر هری پاتر) و پتونیا آشنا شد و احساس عمیقی از علاقه به لی‌لی اونز را در خود درک نمود و از این رو با لی‌لی دوست صمیمی شد. .وی در سال ۱۹۷۱ اولین سال تحصیلی خود را در هاگوارتز آغاز نمود و در گروه اسلایترین قرار گرفت. جیمز پاتر و سیریوس بلک خیلی زود دشمنی خود را سوروس اسنیپ بروز دادند و از این جهت نیز همواره قربانی زورگویی و شیطنت‌های پاتر و بلک در محیط هاگوارتز می‌شد. اسنیپ در جوانی گرایش و علاقه خویش را به جادوهای سیاه نشان داد و به برتری خون خالص مادری خود در گروه اسلیدرین در برابر عشق و دوستی به لی‌لی اونز تأکید زیادی داشت؛ چرا که لی‌لی یک مشنگ‌زاده بود و از اصالت جادوگری برخوردار نبوده‌است. این موضوع رابطه دوستانه سوروس اسنیپ و لی‌لی وانز را در تنگنا قرار داد. اسنیپ پس از اتمام و ترک مدرسه به همراه عده زیادی از همکلاسی‌ها و دوستان اسلیترینی خود وارد جمع مرگ‌خواران شد و به آن‌ها پیوست.
خیلی زود و مدت کمی قبل از کشته شدن لی‌لی اونز و جیمز پاتر بدست لرد ولدمورت، اسنیپ موضع خود را تغییر داد و به سمت عضویت در محفل ققنوس گام برداشت و در جنگ جادوگری دوم از اعضای مهم و اصلی محفل ققنوس بود. وی با وجود ترس زیاد در نهایت موفق شد از تحقیقات لرد ولدمورت در رابطه با موضوع وفاداری خود جلوگیری کند. بر خلاف عقیده بسیاری دیگر در مورد اعتماد به او، آلبوس دامبلدور بنا بر دلایل و حقایقی به اسنیپ اعتماد کامل داشت که این دلایل میان آن دو تا زمان مرگشان پایدار ماند. طبق مرگ وی، این دلیل همان عشق و علاقه وی به لی‌لی اونز بوده که موجب تغییر موضع او شده تا به دامبلدور بپیوندد و گامی در راستای مقابله در برابر لرد ولدمورت بردارد زیرا که پاترونوس لیلی پاتر بعد از مرگ به بدن سوروس اسنیپ انتقال داده شد. ارتباط بین سوروس اسنیپ و آلبوس دامبلدور نوع عجیب و خاصی از وفاداری بوده‌است؛ تا جایی که اسنیپ حاضر به پذیرش کشتن دامبلدور به درخواست و نظر خود دامبلدور شد. پیش از کشته شدن دامبلدور، اسنیپ به او قول داد تا دانش آموزان هاگوارتز را در برابر مرگخواران محافظت کند چون مرگخواران احتمالاً همان‌طور که وزارت جادوگری را در دست خواهند گرفت، هاگوارتز را نیز بدست خواهند گرفت. بعدها اسنیپ در نبرد هاگوارتز دخالت کوتاهی داشت اما به عقیده لرد ولدمورت، اسنیپ به‌طور ناخواسته ارباب ابر چوبدستی شده بود و در نهایت بدست لرد ولدمورت به قتل رسید که در حقیقت عقیده او دربارهٔ اسنیپ کاملاً اشتباه بود. پس از مرگ او، هری پاتر او را به درستی شناخت و مطمئن شد که تندیس سوروس اسنیپ همانند یک قهرمان برای همیشه در هاگوارتز باقی خواهد ماند. او همچنین اسم یکی از فرزندان خود را آلبوس سوروس بر گرفته از سوروس اسنیپ و آلبوس دامبلدور گذاشت. و به فرزندش آلبوس سوروس پاتر گفت: نام تورو از نام دو استاد بزرگ هاگوارتز انتخاب کردیم که یکی شون در اسلایترین بود و شجاع ترین مردی بود که میشناختم
جی کی رولینگ طی مصاحبه ای گفت ، اگر اسنیپ به جادوی سیاه روی نمی آورد و عضو مرگخواران نمیشد، به لیلی اونز میرسید....
نقش او را آلن ریکمن ایفا کرده است(فوت شده در سال 2016 بر اثر سرطان لوزالمعده)

## زندگی‌نامه

### دوران کودکی
سوروس اسنیپ زاده ۹ ژانویه ۱۹۵۹ از آیلین پرنس (جادوگر خالص) و توبیاس اسنیپ (مشنگ) است. از این جهت وی یک جادوگر نیمه خالص یا دورگه بوده‌است. با توجه به شرم از پدر غیر جادوگر، اسنیپ همواره خود را از خانواده اصیل و جادوگر مادرش می‌دانست و با نام خانوادگی مادر خود نام مستعار و پنهانی شاهزاده دورگه را برای خویش انتخاب نمود. سوروس معمولاً تنها بود و قربانی بی‌توجهی‌های فیزیکی و رفتاری و توهین از جانب والدین می‌شد. این بی‌توجهی‌ها موجب تأثیرگذاری در شخصیت وی شد و در حین بلوغ و بعد از آن ویژگی‌های تندخویی و رفتارهای خشنی در او پدید آمد.
والدین سوروس ساکن یک منطقه مشنگ بودند که در مجاورت یک رودخانه بود و بن‌بست اسپینر نام داشت. در تابستان سال‌هایی که سوروس اسنیپ در هاگوارتز تحصیل می‌کرد نیز این بن‌بست محل زندگی او بود. «بن‌بست اسپینر» منطقه‌ای فقیرنشین با معابر سنگفرش شده‌است که در پیرامون آن چراغ‌های شکسته، کارخانه‌های خارج از رده و منازل قدیمی و کهنه به چشم می‌خورد. لی‌لی اونز (لی لی پاتر) و خانواده‌اش در منطقه‌ای در مجاورت و نزدیکی «بن‌بست اسپینر» زندگی می‌کردند. گاهی اوقات سوروس اسنیپ او و رفتارهایش را نگاه می‌کرد تا اینکه متوجه شد یک جادوگر است. وی با لی‌لی ارتباط برقرار کرد و با هم دوست شدند و این درست آغاز و توسعه رفتار دوستانه‌اش با لی‌لی بود؛ چرا که تا آن لحظه هیچ دوست و ارتباط دوستانه‌ای نداشت. در طول این مدت، اسنیپ دشمنی و خصومت خود را با پتونیا (خواهر لی‌لی و سرپرست هری پاتر) نشان داد. این خصومت بیشتر به جهت آن بود که پتونیا یک مشنگ بود اما از جهاتی دیگر نیز به آن دلیل بود که پتونیا موقعیت و لباس‌های خاص او را تحقیر و مسخره می‌کرد. اطلاعات آن دوران بنا بر خاطرات اسنیپ حاکی از آن است که وی کودکی خام به نظر می‌آمد و دوستی با دیگران برای او بسیار سخت بوده‌است. به نوعی از دیدگاه او ارتباط دوستانه و نزدیک با مشنگ‌ها می‌توانست دردسر ساز باشد که یکی از این مشنگ‌ها پدر خود سوروس اسنیپ بود. هم او و هم لی‌لی اونز در دوران کودکی مهارت جادو کردن بدون چوبدستی جادویی را پیش از عازم شدن به هاگوارتز به همدیگر نشان داده بودند.

### سال‌های هاگوارتز
سوروس اسنیپ دعوت مدرسه هاگوارتز را قبول کرد و در سال‌های ۱۹۷۱ تا ۱۹۷۸ وی دانش آموز این مدرسه بود و در گروه اسلیترین قرار داشت. در آن زمان سرپرستی گروه اسلیترین را پروفسور هوریس اسلاگهورن (استاد معجون‌سازی) عهده‌دار بود. اسنیپ در راه اعزام به مدرسهٔ هاگوارتز برای آغاز نخستین سال تحصیلی خود به همراه لی‌لی اونز در قطار هاگوارتز نشسته بود و آن جا برای نخستین بار جیمز پاتر و سیریوس بلک را دید. دشمنی آن‌ها از جایی آغاز شد که پاتر و بلک نام مستعار خفت‌آور «اسنیولوس» را برای او انتخاب کردند.
اسنیپ به دعوت پروفسور اسلاگهورن به عضویت باشگاه اسلاگ درآمد و احتمالاً علت این دعوت استعداد برجسته و هنر او در معجون‌سازی بوده‌است. پروفسور اسلاگهورن با وی به عنوان یک دانش آموز عکس یادگاری انداخت و کتاب معجون‌سازی پیشرفتهٔ او را گرفت. در حالیکه تصویر سوروس اسنیپ در کنار تصاویر بسیاری از برگزیده‌های پروفسور اسلاگهورن قرار داشت، اسلاگهورن چندان آینده روشن و امیدوارانه‌ای را برای اسنیپ پیش‌بینی نمی‌کرد.
سوروس اسنیپ از همان سال‌های نخست تحصیل خویش در هاگوارتز استعداد و گرایش به جادوهای سیاه را داشته‌است؛ به‌طوری‌که در همان سال اول تحصیلی خود از دانش آموزان سال هفتمی نیز نفرین و طلسم‌های بیشتری را می‌دانست و به آن‌ها تسلط داشت. او با چند نفر از اسلیترینی‌ها از جمله «آوری» و «مالسیبر» دوست بود که بعدها مرگخوار شدند و بعد از آن نیز ارتباط دوستانه‌ای را در حیطه مرگخوار بودن با ایوان روزیه و بلاتریکس لسترنج آغاز نمود. سوروس اسنیپ همچنین ارتباط دوستانه دیگری را با لوسیوس مالفوی داشت که در نخستین سال تحصیل اسنیپ در هاگوارتز او یک دانش آموز ارشد بود و استقبال گرمی از گروه‌بندی شدن اسنیپ در اسلیترین کرد و با او همواره دوستانه و مهربانانه برخورد می‌نمود. از این جهت این مورد را می‌توان از علت‌هایی دانست که سوروس اسنیپ همواره در دوره تدریس خود و دوره تحصیلی هری پاتر از دراکو مالفوی (فرزند لوسیوس) حمایت و پشتیبانی می‌کرد. همچنین ریموس لوپین و پیتر پتی‌گرو نیز از همکلاسیان اسنیپ بودند.
جیمز پاتر و گروه دوستانش در سال‌های حضور در هاگوارتز همواره از افرادی بودند که با اسنیپ نزاع و درگیری داشتند. از نخستین دیدار آن‌ها در قطار هاگوارتز، اسنیپ تمایل خود برای حضور در گروه اسلیترین را در مقابل جیمز پاتر بیان کرد. طبق خاطرات ضبط شده، جیمز پاتر با بهره از افسون «له وی کورپس» اسنیپ را به‌طور وارونه از هوا آویزان ساخته بود و با بالا و پایین کشیدن اسنیپ به کمک این افسون موجب شد تا لباس زیر او در مقابل دیدگان بسیاری از دانش آموزان هاگوارتز از جمله لی‌لی اونز آشکار گردد. لی‌لی اونز قصد داشت تا برای دفاع از وی گام بردارد اما اسنیپ از بازیابی هویت از دست رفته خود به کمک دفاع یک دختر خشمگین شد و لی‌لی اونز را «خون لجنی» خواند. لی‌لی هرگز حاضر به بخشیدن او به خاطر این توهین نشد؛ حتی وقتی که اسنیپ از لی‌لی عذرخواهی کرد و بی شک این خاطره بدترین خاطره سوروس اسنیپ بوده‌است که هری، پسر جیمز پاتر در سال پنجم تحصیلش در هاگوارتز این خاطره را به صورت کاملاً اتفاقی در قدح اندیشه دید که باعث خشم فراوان سوروس اسنیپ از او و اخراجش از دفتر شد.
سیریوس بلک - که از خاندان خویش که دارای خون اصیل جادوگری و والدینی عالی مقام بودند جدا شده و نفرت را به جادوگران مشابه و هم منزلت خاندان خود بروز داده بود - از روی کینه یا برای دست انداختن سوروس اسنیپ، خواست تا با تحریک حس کنجکاوی اش او را در شبی که ریموس لوپین در حالت گرگینه در مهمانخانه شیون آوارگان قرار گرفته بود، از طریق راهی که از میان ریشه‌های بید کتک زن به آنجا می‌رسید، به آن مهمانخانه بفرستد. جیمز پاتر متوجه شد که چه اتفاقی در حال رخ دادن است؛ به دنبال اسنیپ رفت تا از رویارویی وی با ریموس لوپین در ساختمان «شیون آوارگان» جلوگیری کند و جان او را حفظ نماید. آلبوس دامبلدور دربارهٔ این موضوع (گرگینه بودن لوپین) از سوروس اسنیپ خواست تا رازدار باشد و از این جهت در آن هنگام زندگی وی مدیون حفاظت جیمز پاتر بود؛ اما اسنیپ همواره با سماجت اعلام می‌کرد که جیمز پاتر برای ترس از مجازات و رهایی از تنبیه، به جهت آن شوخی، اقدام به حفظ جان او کرده‌است.
در سال هفتم هنگامی که جیمز بالغ تر می‌شد با لی‌لی اونز قرارهای دوستی و ملاقات می‌گذاشت. لی‌لی اونز هم نسبت به طفره رفتن از ارتباط با جیمز اقدامی نکرد و مناسب‌ترین راه را ادامه ارتباط عاطفی و دوستانه خود با جیمز پاتر دید.

### شاهزاده دورگه
سوروس اسنیپ حتی در دوران کودکی اش هم یک جادوگر برجسته و چیره‌دست بود. این موضوع از یادداشت برداری و خطوط ناخوانی ای که در حاشیه کتاب معجون‌سازی خویش می‌نوشته قابل درک است. چرا که این حاشیه نویسی‌ها نشان می‌داده‌است که وی در حین ساعات کلاس و درس با این حاشیه‌نویسی افسون و نفرین و معجون‌های خارق‌العادهٔ جادویی اختراع می‌کرد و هم‌زمان نیز حواس او معطوف به کلاس درس و نوشته‌های اصلی درج شده در کتاب بوده‌است.
حاشیه نویسی‌های کتاب معجون‌سازی اسنیپ حاوی افسون‌ها و نفرین‌هایی که او برای مواقع خاصی برای خود اختراع کرده بود. افسون له‌وی کورپس که قربانیان را از قوزک پا وارونه و آویزان می‌کند و به بالا و پایین می‌کشد و همچنین افسون سکتوم سمپرا که موجب جراحت و زخم‌های عمیق در بدن قربانی می‌شود و خون ریزی‌های بسیار زیادی را موجب می‌گردد. افسون «له وی کورپس» از میان رازهای اسنیپ به سرقت رفته و در سال پنجم دوره تحصیلی وی در هاگوارتز میان دانش آموزان رایج و محبوب شده بود. از افسون دیگری که وی اختراع کرده می‌توان به افسون مافیلاتو اشاره نمود که موجب ارتعاش صدای گوش خراش در گوش‌های افراد نزدیک می‌گردد. افسون دیگر نیز افسون قفل زبان است که موجب چسبیدن زبان به سقفل دهان می‌گردد.
کتاب معجون‌سازی پیشرفته وی در سال ۱۹۹۶ به شکل اتفاقی به دست هری پاتر افتاد. هری پاتر هم در سال ششم تحصیلی که پروفسور اسلاگهورن به جای اسنیپ درس معجون‌سازی را تدریس می‌کرد، به جای اجرای دستور العمل‌های کتاب، به حاشیه نویسی‌های شاهزاده دورگه عمل می‌کرد و دو چندان بهتر از سایر شاگردان معجون‌سازی می‌نمود. هری نیز شاهزاده دورگه که صاحب آن کتاب و حاشیه نویسی‌هایش بوده را بسیار بهتر از اسنیپ در معجون‌سازی می‌دانست. در صورتی‌که هری پاتر تا پایان سال ششم نفهمید که شاهزاده دورگه همان سوروس اسنیپ بوده‌است.
در ابتدای کتاب معجون‌سازی پیشرفته مذکور نیز درج شده بود که «این کتاب متعلق به شاهزاده دورگه است». تحقیقات هرماینی گرنجر نشان داد که پرینس (شاهزاده) نام خانوادگی مادر اسنیپ بود. در حقیقت نام مستعار اسنیپ ترکیبی بود از نام خانوادگی مادرش و استفادهٔ کنایه‌آمیزی از «نیمه خالص (دورگه)» که اشاره به وضعیت اصالت و خون جادوگری خود دارد. این نام مستعار ظاهراً رازی را بیان می‌کرد و ریموس لوپین نیز هرگز به یاد نداشت که اسنیپ در جمع و نزد کسی به این نام مشهور باشد.

## جنگ جادوگری اول

### به عنوان مرگخوار
سوروس اسنیپ سرانجام به جمع مرگخواران لرد ولدمورت پیوست و از جانب لرد ولدمورت مسئول جاسوسی و کشف اطلاعات دربارهٔ آلبوس دامبلدور شد. در اوایل سال ۱۹۸۰ اسنیپ موفق به استراق سمع از مصاحبه کاری برای تدریس پیشگویی شد که این مصاحبه میان آلبوس دامبلدور و سیبل تریلانی (متقاضی تدریس) در «مهمانخانه سرگراز» انجام شد. در این مصاحبه سیبل تریلانی پیشگویی کرد که در آخر ماه ژوئیه کودکی متولد خواهد شد که موجب نابودی و سقوط لرد ولدمورت می‌گردد. آلبوس دامبلدور نیز وی را جهت تدریس استخدام کرد تا جان تریلانی را از پیامدهای احتمالی و خطرناک پیشگویی اش حفظ نماید. در آن هنگام دقیقاً واضح نبود که منظور پیشگویی کدام کودک است. زیرا دو کودک از دو خانواده متفاوت جادوگری در اواخر ماه ژوئیه آن سال متولد شده بودند: هری پاتر و نویل لانگ باتم.
آلبوس دامبلدور در دادگاه محاکمه ایگور کارکاروف به مجمع ویزنگاموت توضیح داد که سوروس اسنیپ به سمت او آمد و به محفل ققنوس پیوست و از کسانی بود که پیشگویی را استراق سمع کرد و به لرد ولدمورت اطلاع داد. البته او پیشگویی را نتوانست به‌طور کامل بشنود زیرا که توسط مهماندار (آبرفورث دامبلدور) از این کار بازداشته شد و او اسنیپ را از «مهمانخانه سرگراز» بیرون کرد.

### جاسوس دو جانبه
وقتی لرد ولدمورت پیش خود نتیجه گرفت که مقصود آن پیشگویی احتمالاً هری پاتر بوده‌است و او را انتخاب کرد، اسنیپ رنج و ندامت وحشتناکی را تحمل کرد زیرا که جان لی‌لی به خاطر خبرچینی اسنیپ در خطر قرار گرفته بود. اسنیپ از لرد ولدمورت خواهش کرد تا از کشتن لی‌لی خودداری نماید و به جای او تنها شوهر و پسر او را نابود سازد و هیچ آسیبی به لی‌لی وارد نکند. اسنیپ حتی به نزد آلبوس دامبلدور آمد و از وی نیز تقاضای کمک کرد تا جان لی‌لی را نجات دهد؛ و دامبلدور نیز خواسته او را قبول کرد. هنگامی که لرد ولدمورت به دلیل خیانت پیتر پتی گرو (که رازدار پاترها بود ولی اختفای آن‌ها را می‌دانست) از مخفیگاه آن‌ها با خبر شد و به خانه پاترها رفت تا هری پاتر را به قتل برساند، یک فرصت فرار و رهایی را به لی‌لی داد تا خود را نجات دهد اما وقتی لی‌لی از این کار سر باز زد لرد ولدمورت او را نیز همانند جیمز پاتر به قتل رساند. هنگامی که اسنیپ خبر کشته شدن لی‌لی را شنید، توسط دامبلدور ترغیب شد که از پسر لی‌لی یعنی هری پاتر محافظت کند تا گذشته را جبران کند و لطف بزرگی به لی‌لی کرده باشد و فداکاری او برای فرزندش به هدر نرود. دامبلدور از اسنیپ خواست تا در میان مرگخواران بماند و برای او جاسوسی کند. اسنیپ نیز به شکل محرمانه‌ای از جمع مرگخواران بیرون آمد و به محفل ققنوس پیوست.
اسنیپ بقیه عمر باقی‌مانده خود را وقف حفاظت از جان هری پاتر کرد. پسری که به‌طور یقین شباهت بسیاری به پدرش، جیمز پاتر داشت و یادآور نفرت میان اسنیپ و جیمز پاتر بود.ولی با این حال  هری را دوست داشت اما هیچوقت این احساس را به زبان نیاورد . بسیاری از افراد محفل ققنوس نسبت به گذشتهٔ اسنیپ سوءظن داشتند که مرگ‌خواران بود و از طرف دیگر نیز با عقیده آنکه وی آلت دست ۱۰ ساله دامبلدور بوده نیز مورد نفرت برخی از مرگخواران قرار می‌گرفت. با این وجود وی زندگی خود را بر اساس نقشه و هدف دامبلدور در حفاظت از هری پاتر و نابودی ولدمورت ادامه  داد.

## میان دو جنگ
اسنیپ طبق دستور لرد ولدمورت درخواست خود را برای تدریس در سمت پروفسور درس دفاع در برابر جادوی سیاه اعلام کرد و این تقاضای خود را درست پس از پیشگویی سیبل تریلانی و پیش از به قتل رسیدن جیمز و لی‌لی پاتر اعلام نموده بود. در حقیقت این درخواست به جهت جاسوسی برای لرد ولدمورت بود تا اسنیپ بتواند از آن موقعیت در هاگوارتز بهره بگیرد و با بررسی اطلاعات دانش آموزان و زاد و ولدهای جادویی، فرد مورد بحث در پیشگویی را بیابد که در اواخر ژوئیه سال ۱۹۸۰ متولد می‌شد.
تقاضای اسنیپ برای تدریس دفاع در برابر جادوی سیاه مورد پذیرش آلبوس دامبلدور قرار نگرفت اما پس از بازنشستگی پروفسور اسلاگهورن از تدریس درس معجون‌سازی در سال ۱۹۸۱، دامبلدور قبول کرد تا سوروس اسنیپ را به جای اسلاگهورن در تدریس درس معجون‌سازی استخدام کند و وی را سرپرست گروه اسلیترین نیز نماید. پس از سقوط لرد ولدمورت، اسنیپ نیز همانند بسیاری از مرگخواران مرگ او را باور کرد و کوششی را برای جستجوی ارباب پیشین خویش بروز نداد؛ بنابراین از حمایت و پشتیبانی دامبلدور بهره برد و از حبس و محکوم شدن به آزکابان نیز تبرئه شد. این کناره‌گیری اسنیپ چندان مورد تأیید و پذیرش مرگخوارانی همانند بلاتریکس لسترنج قرار نگرفت اما لرد ولدمورت پس از بازگشت مجدد و تولد دوباره خود در سال ۱۹۹۵ گفت که سوروس اسنیپ را بخشیده‌است و با وی مشکلی ندارد زیرا معتقد بود اسنیپ به مدت سیزده سال برای او از آلبوس دامبلدور و محفل ققنوس اطلاعات با ارزشی را تأمین و فاش نموده‌است. به عنوان یک استاد در هاگوارتز، اسنیپ بی رحم و بسیار انضباطی بود و رفتار شکیبانه و محافظه کارانه‌ای نیز بروز می‌داد و از این نظر همواره به شدت مورد احترام سایر استادان هاگوارتز قرار می‌گرفت. درک و علم او در معجون‌سازی بسیار بالا بود تا جایی که از ترکیب هنر جادویی و کیمیاگری معجونی همانند معجون مخصوص گرگینه‌ها را تهیه می‌کرد.
هری پاتر از سال ۱۹۹۱ دانش آموز کلاس‌های سوروس اسنیپ در هاگوارتز شد. در مراسم آغاز سال تحصیلی جدید هری پاتر دردی را در زخم پیشانی اش احساس کرد و تصور می‌کرد که این درد از تبادل نگاه‌های سریع میان او و اسنیپ پدید آمده و از این درد و ارتباط با او احساس خوبی نداشت و این در حالی بود که در همان لحظه پروفسور کوییرینز کوییرل با اسنیپ گفتگو می‌کرد و هیچ‌کس متوجه نبود که لرد ولدمورت در قسمتی از بدن کوییرل اسکان دارد و حضور پنهان او بود که موجب درد در زخم پیشانی هری پاتر و ارتباط و حس دو طرفه شد. هری پاتر شباهات زیادی به پدرش داشت و کمی احساس شهرت و بی‌توجهی به سخن اسنیپ را نیز بروز می‌داد که موجب شد اسنیپ در اولین جلسه کلاس معجون‌سازی کمی او را تحقیر کند.
در دفعات مختلفی اسنیپ جان هری پاتر را نجات داد و این موضوع با نفرت او از هری در تضاد بود. هنگامی که جاروی پرواز هری در بازی کوییدیچ توسط پروفسور کوییرل طلسم شده بود تا هری از آن سقوط کند، اسنیپ نیز به شدت مشغول خواندن و اجرا ساختن ضد طلسم علیه طلسم‌های کوییرل بود تا جان هری را از سقوط حفظ نماید در نهایت نیز با آتش‌سوزی ساختگی از جانب هرمیون گرنجر ابتدا تمرکز کوییرل در طلسم از میان رفت و سپس اسنیپ با تأخیر متوجه آتش‌سوزی شد و این درست زمانی بود که اسنیپ در به کار بردن ضد طلسم پیروز شد و هری را از سقوط نجات داد. این موضوع بر خلاف تصور هرمیون گرنجر بود زیرا او تصور می‌کرد که اسنیپ جاروی هری را طلسم کرده‌است و آتش‌سوزی را در کنار اسنیپ پدیدآورد. در سال ۱۹۹۴ نیز اسنیپ تلاش کرد تا جان هری را از رویارویی با سیریوس بلک حفظ نماید زیرا همانند دیگران معتقد بود هری می‌تواند یکی از شکارهای سیریوس بلک باشد و هری نیز در مقابل از او متنفر است. البته اسنیپ بر حسب کینه و دشمنی قدیمی خود با سیریوس در برابر او ایستاد تا انتقام گرفته باشد اما هرگز حاضر نبود مرد بی گناهی همانند او را رهسپار حبس دوباره در آزکابان کند. زیرا زمانی که سیریوس بلک بی گناهی خود را به محفل ققنوس ثابت کرد با یکدیگر همگام شدند و این بر خلاف میل باطنی و دشمنی قدیمی آن‌ها نشان می‌داد.